# NGC 399
NGC 399 je galaksija u zviježđu Ribe.

## Vanjske poveznice
- SEDS: NGC 399